# Ablativus absolutus
De losse ablatief, in het Latijn ablātīvus absolūtus (informeel door latinisten afgekort tot ablabs), is een term uit de Latijnse grammatica.

## Beschrijving
Hij wordt gebruikt voor een speciale, vaak voorkomende constructie zoals het vetgedrukte deel in de volgende zin:
(1) eō opere perfectō praesidia dispōnit 'toen dit werk voltooid was, stelde hij wachtposten op' (Caesar, De bellō gallicō I.8)
Traditioneel wordt deze constructie geïnterpreteerd en vertaald zoals hierboven, als een bijwoordelijke bijzin waarvan het onderwerp in de ablatief staat (in het voorbeeld: eō opere) en het "gezegde" gewoonlijk een predicatief deelwoord is dat congrueert met het onderwerp (in het voorbeeld: perfectō).
Grammaticaal gezien is de ablativus absolutus een naamwoordgroep die fungeert als een bijwoordelijke bepaling (en dus in de ablatief staat) en die bestaat uit twee constituenten, een syntactisch hoofd en een bijvoeglijke bepaling.

### Het syntactisch hoofd van de losse ablatief
Het syntactisch hoofd van een losse ablatief correspondeert met het onderwerp van de bijwoordelijke bijzin in de klassieke opvatting. Het is een zelfstandig naamwoord (met eventueel één of meer begeleidende elementen, zoals eō in voorbeeld 1), of een zelfstandig voornaamwoord, zoals in
(2) … ut … eō audītō convertantur et crēdant letterlijk 'opdat zij, nadat het [namelijk het evangelie] gehoord is, zich bekeren en geloven', vrij 'opdat ze zich bekeren als ze het [evangelie] gehoord hebben' (Augustinus, De praedestinatiōne sanctōrum 19.39).
Het hoofd van een losse ablatief kan elliptisch wegvallen, bijvoorbeeld omdat het anaforisch en dus semantisch leeg is, als in
(3) timuēruntque audītō quod Rōmāni essent 'en ze werden bang toen vernomen werd dat ze Romeinen waren' (Vulgaat, Handelingen 16:38)
of omdat uit de context duidelijk blijkt wat bedoeld is, als in
(4) prōfectus neque explorātō circā nec  statiōnibus … pōsitis letterlijk 'hij begon nadat noch [de omgeving] rondom verkend was, noch wachtposten geplaatst waren', vrij 'zonder vooraf de omgeving rondom te verkennen of wachtposten te plaatsen' (Livius, Ab urbe condita 21.2)

### De bijvoeglijke bepaling van de losse ablatief
De bijvoeglijke bepaling van de losse ablatief wordt (uiteraard) door het hoofd gedomineerd en heeft daarom dezelfde naamval, hetzelfde geslacht en hetzelfde getal als het hoofd indien zij voor die categorieën verbuigbaar is. (In voorbeeld 1 is perfectō ablatief onzijdig enkelvoud, omdat opere dat ook is.) Zij correspondeert met het gezegde in de traditionele opvatting. Daar de meeste gezegden werkwoorden zijn, zijn de meeste van deze gedomineerde constituenten verbaaladjectieven, deelwoorden; zij moeten immers bij een zelfstandig naamwoord of voornaamwoord staan. Maar ook andere vormen dan deelwoorden kunnen hier fungeren, zoals zelfstandige naamwoorden (voorbeeld 5) en bijvoeglijke naamwoorden (voorbeeld 6). Hierbij kan men het beste veronderstellen dat hier het niet bestaande deelwoord van het koppelwerkwoord esse 'zijn' ontbreekt.
(5) L. Aemilio cōnsule ingentēs Gallōrum cōpiae Alpēs trānsiērunt 'toen L. Aemilius consul was, trokken grote aantallen Galliërs over de Alpen' (Eutropius, Breviarium historiae romanae III.5)
(6) cumque idem rex, praesente Paulino episcopo, gratias ageret diis suis pro nata sibi filia … 'en toen die koning, terwijl bisschop Paulinus aanwezig was, zijn goden dankte voor de geboorte van zijn dochter …' (Beda, Historia ecclesiastica gentis Anglorum II.9)

## De naam
De naam van deze constructie komt uit de traditionele beschrijving ervan. Daarin werd opgemerkt dat het onderwerp van wat als de bijzin beschouwd werd, niet voorkomt in de hoofdzin. Het lijkt dus alsof die "bijzin" zich heeft losgemaakt (Latijn absolvere betekent 'losmaken'); vandaar de naam ablātīvus absolūtus, losse ablatief.

## Interpretatie en vertaling
Traditionele Latijnse grammatica's besteden relatief veel aandacht aan de losse ablatief, omdat de interpretatie en de vertaling ervan in het Nederlands (en in andere moderne talen) moeilijk is. Het Nederlands heeft geen equivalente constructie. Men moet dus eerst de constructie identificeren, wat erg lastig kan zijn; zie voorbeeld 4. Bij het begrijpen ervan krijgt men enige hulp als er een participium in staat. Dan duidt een voltooid deelwoord erop dat wat in de bijzin staat, voorafgaat aan wat in de hoofdzin staat (voorbeelden 1 tot en met 4). Gaat het om een tegenwoordig deelwoord, zoals in het volgende voorbeeld, dan geeft dat aan dat wat in de bijzin staat, gelijktijdig is met wat in de hoofdzin staat:
(7) haec autem illō loquente facta est nūbēs 'terwijl hij deze [woorden] sprak, ontstond er een wolk' (Vulgaat, Lucas 9:34)
Maar de losse ablatief geeft geen informatie over het soort bijwoordelijke bepaling dat hij aanduidt. Als men hem idiomatisch wil vertalen, zal de vertaler de implicatuur hiervan vaak moeten expliciteren, zeker als hij een volledige bijwoordelijke bijzin wil gebruiken. De vertaler moet erop bedacht zijn dat de losse ablatief allerlei soorten bijwoordelijke bepalingen kan voorstellen: tijd (voorbeelden 1–4 en 7), voorwaarde (voorbeeld 8), reden of oorzaak (voorbeeld 9), toegeving (voorbeeld 10), wijze (voorbeeld 11), enzovoort. Eenzelfde losse ablatief kan totaal verschillende interpretaties noodzakelijk maken, en hierbij speelt de context een determinerende rol, zoals blijkt uit voorbeeld 8' (een niet geattesteerde variatie van voorbeeld 8, gemaakt "pour le besoin de la cause").
(8) populō Romānō cōnsentiente erimus profectō līberī 'als het Romeinse volk instemt, zullen wij geheel vrij zijn' (Cicero, Philippica III 36)
(8') populō Romānō cōnsentiente erāmus profectō līberī 'omdat het Romeinse volk instemde, waren wij geheel vrij' (reden of oorzaak) of 'zodra het Romeinse volk instemde, waren wij geheel vrij' (tijd)
(9) Franci Deo volente victoriam habuerunt 'omdat God het wilde, behaalden de Franken de overwinning' (Annales regni Francorum 775)
(10) multīs vulneribus acceptīs resistēbant letterlijk 'hoewel veel verwondingen opgelopen waren, boden ze weerstand', vrij 'ondanks hun vele verwondingen boden ze weerstand' (Caesar, De bellō gallicō V.35)
(11) passīsque palmīs … ab eō salūtem petīvērunt letterlijk 'en nadat [hun] handen uitgestrekt waren, smeekten ze hem om genade', vrij 'en met uitgestrekte handen smeekten ze hem om genade' (Caesar, De bellō civilī III.98)

## Sporen van de losse ablatief in het Nederlands
Het Nederlands heeft een paar Latijnse losse ablatieven ontleend. Mutatis mutandis letterlijk 'op voorwaarde dat de te veranderen dingen veranderd zijn', vrij 'met de nodige veranderingen', is nog goed als losse ablatief herkenbaar voor wie het gerundivum mutandis herkent. Vice versa is dat veel minder. De Latijnse betekenis 'nadat de beurt is omgedraaid' is nauwelijks als bijwoordelijke bepaling herkenbaar in Nederlands 'omgekeerd', '(heen) en terug' of 'over en weer', en helemaal niet als vice versa wordt voorafgegaan door en, wat vaak het geval is.
Formeel Nederlands heeft ook een absolute constructie. Ze komt voor in sommige vaste uitdrukkingen, zoals dit gezegd zijnde en ijs en weder dienende. Maar ze komt ook buiten dergelijke vaste uitdrukkingen voor; de ANS § 19.3.1.2 geeft bv. Eenmaal alles afgehandeld zijnde, zullen we …. De ANS beschrijft zelfs een voorbeeld met een dergelijke constructie zonder onderwerp, gesloten zijnde, vervoege men zich op nr. 12, maar voegt eraan toe dat dit niet voor alle taalgebruikers aanvaardbaar is en raadt het gebruik hiervan ook af. Wendingen als staande de vergadering en hangende het onderzoek kunnen eveneens als absolute constructies geanalyseerd worden en gaan zeker op absolute constructies terug. Maar de ANS § 2.4.5.4 zegt dat de onvoltooide deelwoorden hierin ook als voorzetsels te analyseren zijn. Dat geldt zeker voor aangaande, betreffende en gedurende, die nu algemeen als voorzetsels beschreven worden in de woordenboeken, de eerste twee reeds expliciet als zodanig in het WNT. — In zijn Geschiedenis van de Nederlandse Syntaxis, pagina 633, oppert Joop van der Horst de mogelijkheid dat deze Nederlandse absolute constructies ontleend zijn uit het Latijn.